# Gaig de Yucatán
El gaig de Yucatán (Cyanocorax yucatanicus) és una espècie d'ocell de la família dels còrvids (Corvidae) que habita boscos i matolls del Golf de Mèxic, a Tabasco, la Península de Yucatán, nord de Guatemala i Belize.